# Skała Kmietowicza

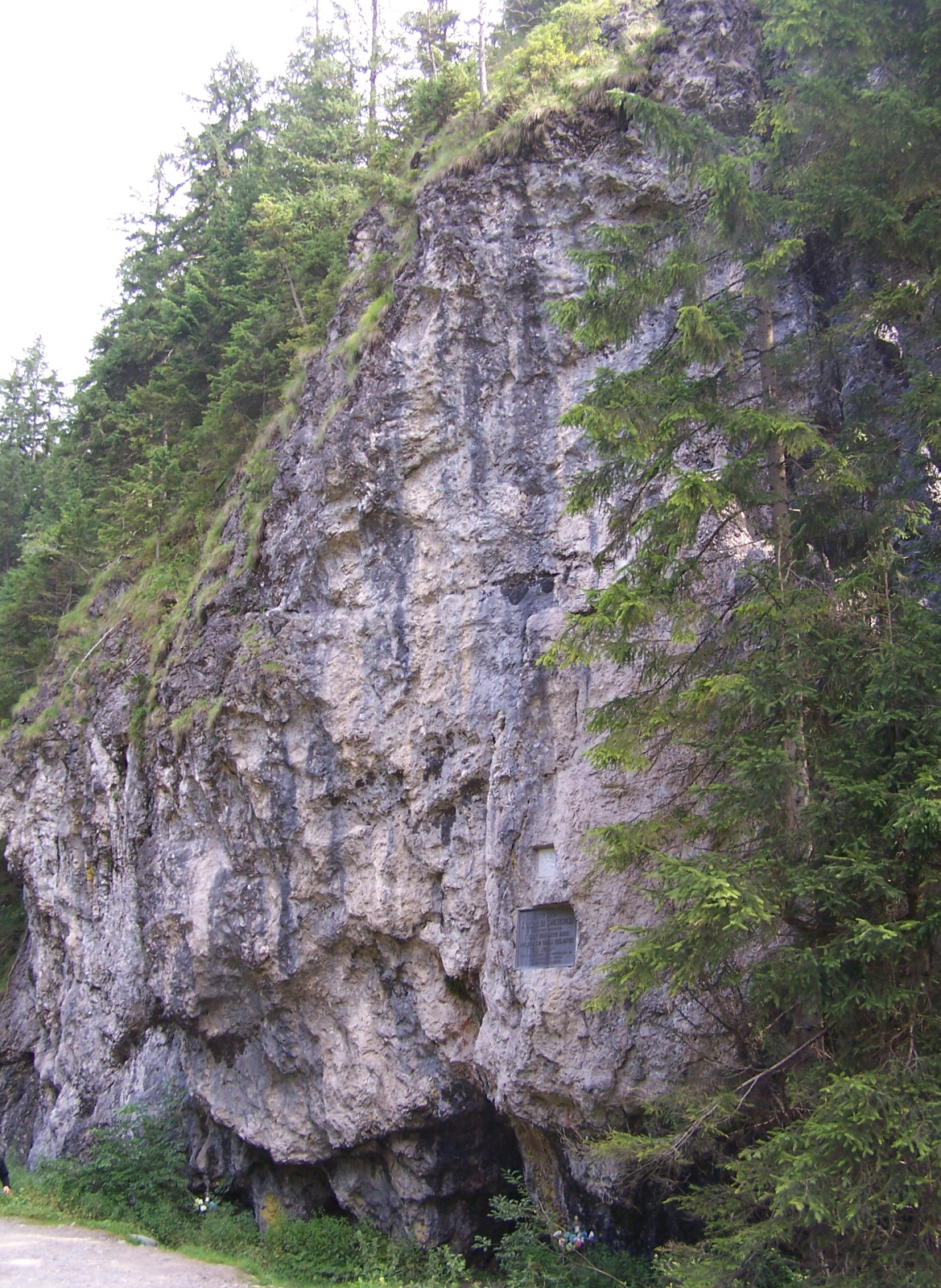
Skała Kmietowicza

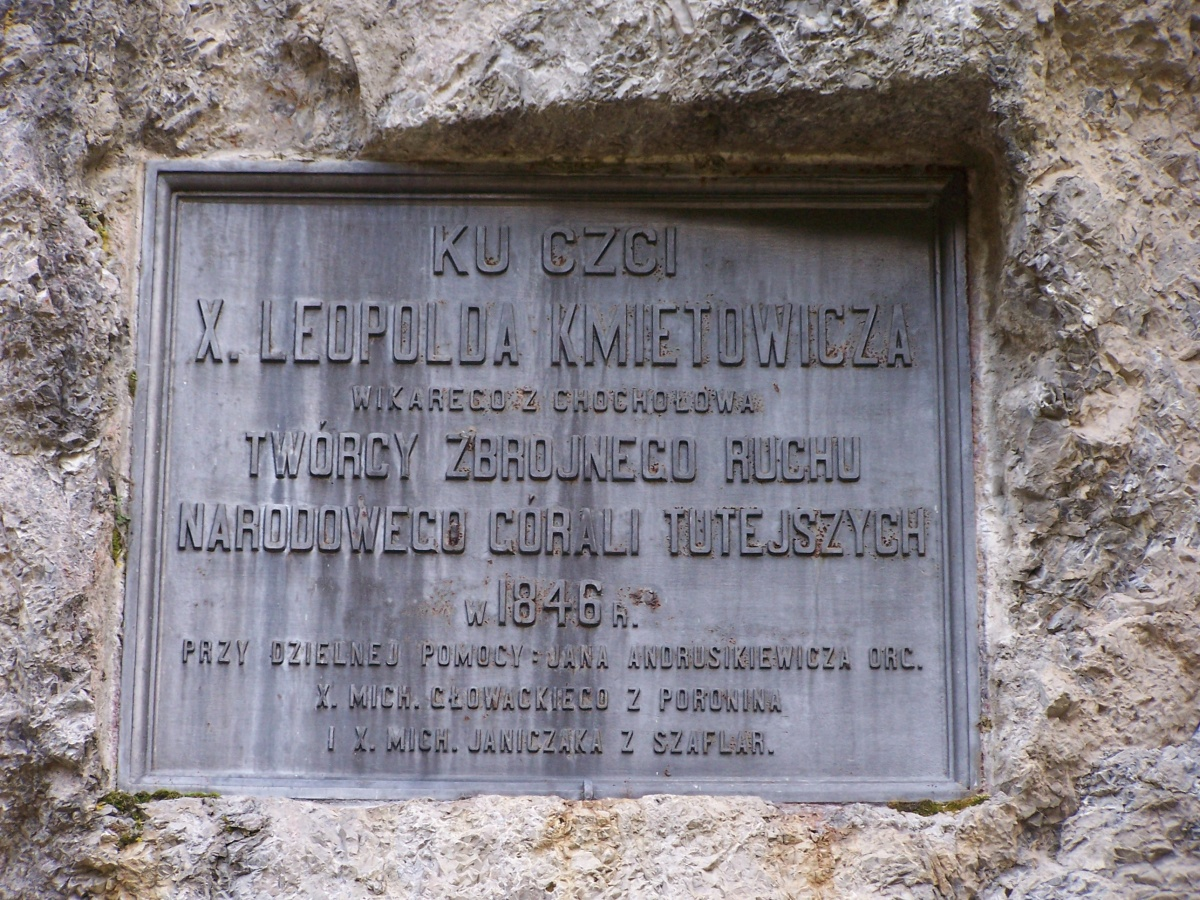
Tablica upamiętniająca na skale

Skała Kmietowicza – zbudowana z dolomitów skała tworząca wschodnie wrota Niżniej Bramy Chochołowskiej. Położona jest na wysokości 987 m n.p.m. bezpośrednio przy samej drodze prowadzącej Doliną Chochołowską, pomiędzy polaną Huciska, na której znajduje się końcowy przystanek kolejki turystycznej „Rakoń”, a Wywierzyskiem Chochołowskim.
Od strony drogi skała ma strome, pionowe ściany. Tuż powyżej skały prowadzi krótka ścieżka do Wywierzyska Chochołowskiego. W Skale Kmietowicza znajdują się również dwie niewielkie jaskinie: Schron w Skale Kmietowicza I (4,7 m długości) i Schron w Skale Kmietowicza II (7,2 m długości).
Nazwę skale nadano dla uczczenia ks. Józefa Leopolda Kmietowicza, przywódcy powstania chochołowskiego z 1846 r. W 1901 r. zamontowano na skale tablicę upamiętniającą wszystkich uczestników i przywódców tego powstania (ks. Kmietowicza, organistę Jana Kantego Andrusikiewicza i in.). Później umieszczono na niej również medalion upamiętniający pierwszą wizytę w dolinie Jana Pawła II (w 1983).

## Szlaki turystyczne
– zielony szlak przez Dolinę Chochołowską.